# Friedrich Kortüm (Historiker)
Johann Friedrich Christoph Kortüm (geboren 24. Februar 1788 in Eichhorst (Mecklenburg); gestorben 4. Juni 1858 in Heidelberg) war ein deutscher Schriftsteller, Historiker und Hochschullehrer für Geschichte und Statistik.

## Leben
Friedrich Kortüm entstammte einer weit verzweigten Familie evangelischer Theologen in Mecklenburg und Pommern. Allein drei seiner Onkel wirkten als Pastoren in Südostmecklenburg bzw. als Pfarrer in Pommern.
Kortüm wurde geboren als jüngerer Sohn des Pastors Carl Siegfried Kortüm (1757–1800) aus Eichhorst in Mecklenburg-Strelitz und dessen Frau Anna, geb. Krüger. Er besuchte die Gelehrtenschule in Friedland und studierte zunächst Theologie, dann Philologie und Geschichte in Halle, Göttingen und Heidelberg. An allen drei Hochschulorten schloss er sich örtlichen Landsmannschaften an, in Halle der Guestphalia, in Göttingen der Vandalia, in Heidelberg der Guestphalia.
1810 wurde er während eines Aufenthalts in Rostock als Spion verhaftet, konnte aber dank seiner hervorragenden Verbindungen entfliehen und ging in die Schweiz ins Exil, wo er 1812 auf Vermittlung von Johann Heinrich Pestalozzi eine Anstellung als Lehrer am Fellenberg´schen Institut in Hofwyl (Hofwil) fand. 1813/14 nahm er als freiwilliger preußischer Jäger an Befreiungskriegen teil und war bei der Besetzung von Paris. 1817 wechselte er an die Kantonsschule in Aarau. 1818 hielt er sich zu Privatstudien in Wien auf. 1819 erhielt er eine Stelle als Lehrer für Geschichte am neu gegründeten Gymnasium in Neuwied. Bereits ein Jahr später kehrte er in die Schweiz zurück und folgte einem Ruf als Privatdozent nach Basel, wo er mit einer kurzen Unterbrechung (1822–1826 in Hofwyl) bis 1838 wirkte.
1838 wurde Kortüm als ordentlicher Professor an die Universität Bern berufen, wo ein Lehrstuhl für das Fach Geschichte aus der bisherigen Zuständigkeit der Rechtswissenschaften herausgelöst und neu eingerichtet worden war.
Zum 16. Juni 1840 erhielt er einen Ruf an die Universität Heidelberg, wo er bis zu seinem Tod 1858 lehrte.
Ebenfalls in Heidelberg wurde am 1. Oktober 1843 sein Sohn Friedrich Wilhelm Kortüm, der ebenfalls Schriftsteller wurde.

## Werke
Friedrich Kortüm verfasste zahlreiche Werke zur antiken, mittelalterlichen und frühneuzeitlichen Geschichte, darunter:
- Kaiser Friedrich I. mit seinen Freunden und Feinden, Aarau 1818.
- Zur Geschichte der hellenistischen Staatsverfassungen, hauptsächlich während des peloponnesischen Krieges, 1821.
- Entstehungsgeschichte der freistädtischen Bünde im Mittelalter und in der Neuzeit, 3 Bände, Zürich 1827–1829.
- Geschichte des Mittelalters, 2 Bände, Bern 1836–1837.
- Römische Geschichte von der Urzeit Italiens bis zum Untergang des abendländischen Reiches, Zürich 1843.
- Zur Entstehungsgeschichte des Ordens der Jesuiten nebst einem Schlußwort über die neuen Jesuiten, Mannheim 1843.
- Unmaßgebliches Votum in der Schweizer Jesuitensache, Mannheim 1845.
- Geschichte Griechenlands von der Urzeit bis zum Untergang des achäischen Bundes, 3 Bände, Heidelberg 1854.
- Geschichte Europas im Übergange vom Mittelalter zur Neuzeit, 2 Bände, Leipzig 1861.